# Севастиан (Скордаллос)
Епи́скоп Севастиа́н Скордалло́с (греч. Επίσκοπος Σεβαστιανός Σκορδαλλός; род. 1955, Ано Зодиа, Кипр) — архиерей Константинопольской православной церкви, епископ Зелонский, викарий Американской архиепископии.

## Биография
Родился в Ано Зодиа, на Кипре, старшим из трёх детей Панайоты и Фриксоса Скордаллосов.
В 1973 году окончил экономический колледж в Морфу.
17 января 1974 года был рукоположен в сан диакона митрополитом Морфским Хрисанфом (Сарияннисом). Служил диаконом при церкви святого Георгия при Академии Платона, а с 1976 по 1978 годы — при церкви святого Николая в Като Патисия.
В 1978 году окончил богословский факультет Афинского университета и уехал служить в Великобританию.
4 марта 1978 года в Лондоне епископом Тропейским Григорием (Феохарусом) был рукоположен в сан пресвитера и назначен на приход в Ноттингеме. Архиепископом Фиатирским Афинагором (Коккинакисом) возведён в достоинство архимандрита.
С 1980 по 1982 годы служил в Свято-Троицком приходе Бирмингема (Алабама). В 1982—1984 годы — в приходе святых Константина и Елены в Хантсвилле (Алабама).
Одновременно по стипендии Всемирного совета церквей обучался в Колумбийской богословской семинарии в Декейторе, штат Джорджия, где в 1982 году получил степень магистра в области пастырской психологии. Кроме того, в 1980—1982 годы получил дополнительную сертификацию в области клинического пастырского образования в Методистском медицинском центре Каррауэя в Бирмингеме, штат Алабама.
С 1982 по 1984 годы продолжил обучение в области пастырской психологии в Университете Вандербильта в Нэшвилле, Университете штата Теннесси и Университете Среднего Теннесси.
С 1984 по 1988 годы служил в соборе Пресвятой Богородициы в Лимасоле.
После возвращения в США, с 1989 по 1993 годы служил на приходе святых Константина и Елены Хантсвилле (Алабама).
С 1993 по 2004 годы служил в Преображенском храме в Мариетта, штат Джорджия.
С 2004 по 2006 годы служил в соборе Святителя Николая в Тарпон-Спрингсе, штат Флорида.
1 июня 2006 года назначен главным секретарём Синода Американской архиепископии. Состоял членом Епархиальных советов, Административного комитета Совета Американской архиепископии, где он помогал в разработке ресурсов для подготовки приходских советов, Правового комитета архиепископии. Несколько лет служил председателем от духовенства в ячейке Синдесмоса Атлантской митрополии и председателем Совета священников архиепископии.
2 декабря 2011 года Священным Синодом Константинопольского патриархата был избран титулярным епископом Зелонским, викарием Американской архиепископии.
6 декабря того же года в Патриаршем офисе на Фанане состоялась церемония Микро Минима (официальное объявление избрания), которую возглавил Патриарх Константинопольский Варфоломей. Вскоре после этого в Патриаршем соборе состоялась служба Мега Минима. В присутствии иерархов Константинопольского Патриархата Великий Экклисиарх архимандрит Вениамин зачитал официальное решение об избрании.
17 декабря 2011 года в Свято-Троицком соборе в Манхэттене рукоположен в сан епископа. Хиротонию совершили: архиепископ Димитрий (Тракателлис), митрополит Питтсбургский Савва (Зембиллас), митрополит Атлантский Алексий (Панайотопулос), митрополит Бостонский Мефодий (Турнас), митрополит Нью-Джерсийский Евангел (Курунис), митрополит Чикагский Иаков (Гарматис), епископ Мокисский Димитрий (Кандзавелос). Севастиан (Скордаллос) стал первым уроженцем Кипра, ставшим епископом Американской архиепископии.